# Anita Page
Anita Page nascida Anita Evelyn Pomares, (Flushing, 4 de agosto de 1910 — Van Nuys,  6 de setembro de 2008) foi uma atriz americana que alcançou o estrelato nos últimos anos do cinema mudo.

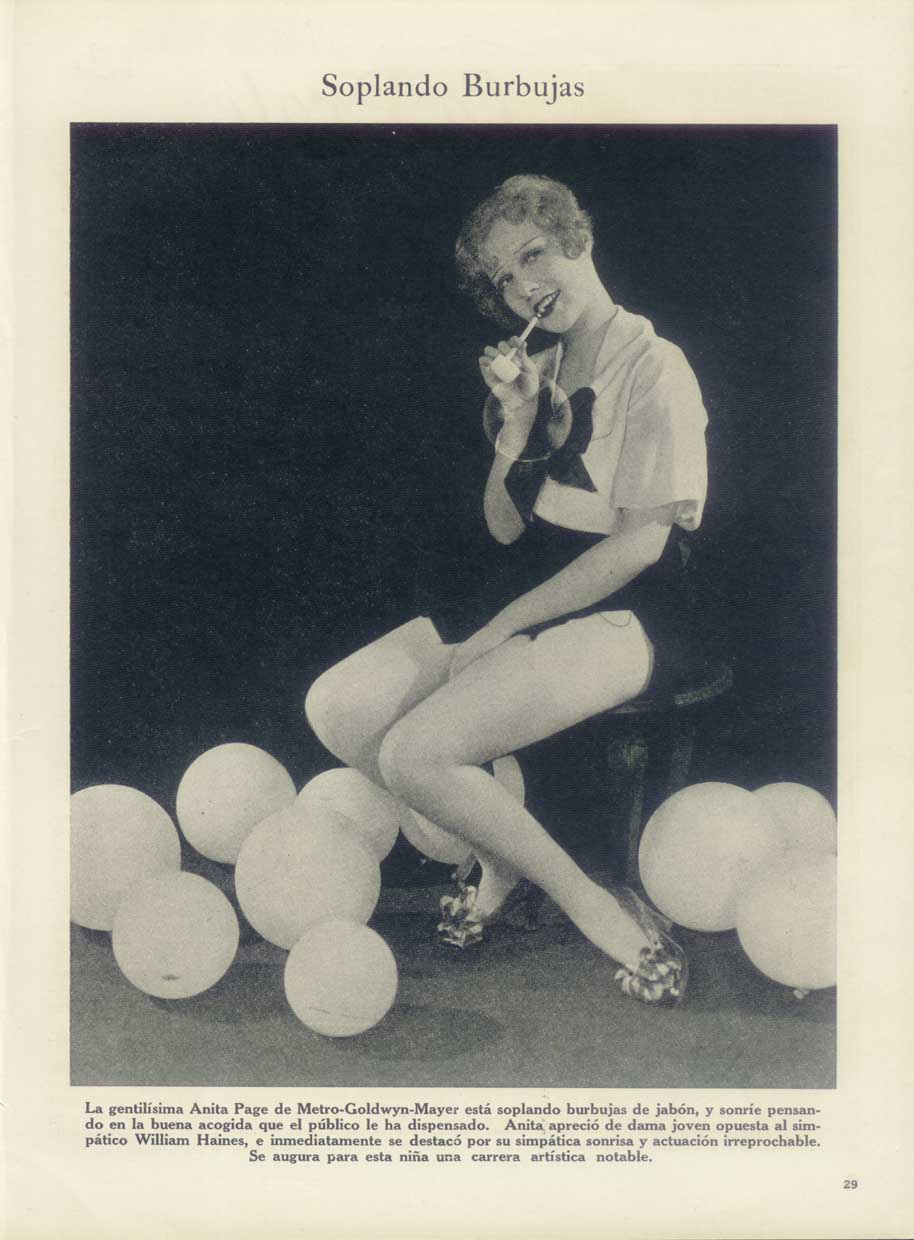
Anita Page em uma revista argentina (1929)

Page se tornou uma estrela jovem e muito popular, supostamente recebendo o maior número de fãs na  MGM. Ela foi conhecida como "uma latina de olhos azuis" e "o rosto mais bonito de Hollywood" na década de 1920. Aposentou-se em 1936.  
Page voltou a atuar sessenta anos depois, em 1996, e apareceu em quatro filmes nos anos 2000. Morreu em setembro de 2008 aos 98 anos. 

## Primeiros Anos
Anita Evelyn Pomares era filha d Marino Leo, Sr. (Brooklyn) e Maude Evelyn Pomares. Ela tinha um irmão, Marino Jr, que posteriormente trabalhou para ela como instrutor de ginástica. Sua mãe era secretária e seu pai motorista. O avô paterno de Page, era espanhol e foi cônsul em El Salvador; sua avó paterna, Ana Muñoz era de ascendência espanhola. Sua mãe era descendente de  ianques e franceses.

## Carreira
Page entrou no mundo cinematográfico com a ajuda da amiga Betty Bronson. Uma foto de Page foi descoberta por um homem que lidava com a correspondência de fãs de Bronson que também estava interessado em representar atores. Com o apoio de sua mãe, Page telefonou para o homem que marcou uma reunião com um diretor de elenco da Paramount. Depois de ser testada pela Paramount, Page também passou por um teste com a MGM. Page recebeu oferta de contrato dos dois estúdios, porém decidiu pela MGM.
O primeiro filme de Page pela MGM foi a comédia dramática de 1928, "Telling the World", com  William Haines. Sua atuação em seu segundo filme pela MGM "Our Dancing Daughters" (1928), ao lado de  Joan Crawford, foi um grande sucesso e inspirou dois filmes semelhantes: "Our Modern Maidens" e "Our Blushing Brides". 
"A Broadway Melody" (1929), ao lado de Bessie Love, foi um de seus maiores sucessos e ganhou o Oscar de Melhor Filme.  Page não teve problemas na transição para o cinema falado, mas não estava empolgada com o fato de terem acabado com os filmes mudos.   
Page foi protagonista de Lon Chaney, Buster Keaton, Robert Montgomery e Clark Gable (entre outros). Ela se envolveu com Clark Gable brevemente nesse período. No auge de sua popularidade ela recebia mais cartas de fãs do que qualquer outra estrela, com exceção de Greta Garbo. 

### Aposentadoria
Quando seu contrato expirou em 1933, ela surpreendeu Hollywood ao anunciar sua aposentadoria aos 23 anos. Page ainda fez mais um filme, "Hitch Hike to Heaven" em 1936 e depois deixou as telas praticamente desaparecendo dos círculos de Hollywood por sessenta anos. Em uma entrevista em 2004 para o autor Scott Feinsberg, ela afirmou que sua recusa em atender às demandas por favores sexuais por  Irving Thalberg, chefe de produção da MGM, apoiada pelo chefe de estúdio Louis B. Mayer, foi o que realmente a motivou a encerrar a carreira. Ela disse que Mayer conspirou com outros chefes de estúdio para que ela e outras atrizes "não cooperativas" não encontrassem trabalho. 
Ela se casou com o compositor Nacio Herb Brown em 1934, mas o casamento foi anulado um ano depois, uma vez que o divórcio anterior de Brown não havia sido finalizado no momento do casamento. Ela se casou novamente com o tenente Hershel A. House, um piloto da marinha, em 9 de janeiro de 1937, mudaram para Coronado, Califórnia, e lá viveram até sua morte em 1991. Tiveram duas filhas, Linda e Sandra.

### Retorno à Atuação
Page voltou às telas em 1996, após sessenta anos de afastamento, e apareceu em vários filmes de terror de baixo orçamento. . 
Page gostava de seu status de "a última estrela do cinema mudo" e frequentemente dava entrevistas e aparecia em documentários sobre a época. Problemas de saúde a impediram de fazer aparições públicas em seus últimos anos. 

## Morte
Page morreu dormindo em 6 de setembro de 2008, em sua casa em Los Angeles, aos 98 anos de idade. Foi enterrada em San Diego. 
Na época de sua morte, em setembro de 2008, era uma das últimas atrizes a atuar como adulta em filmes mudos. Também foi a última participante viva da primeira cerimônia do Oscar em 1929. 
Por sua contribuição para a indústria cinematográfica, Anita Page tem uma estrela na  Calçada da Fama de Hollywood, no Hollywood Boulevard 6116. 

## Filmografia
| Ano  | Filme                                        | Papel                  | Notas                                           |
| ---- | -------------------------------------------- | ---------------------- | ----------------------------------------------- |
| 1925 | A Kiss for Cinderella                        |                        | Sem Créditos                                    |
| 1926 | Love 'Em and Leave 'Em                       |                        | Sem Créditos                                    |
| 1927 | Beach Nuts                                   |                        | Curta Metragem                                  |
| 1928 | Telling the World                            | Chrystal Malone        |                                                 |
| 1928 | Our Dancing Daughters                        | Ann 'Annikins'         |                                                 |
| 1928 | While the City Sleeps                        | Myrtle                 |                                                 |
| 1928 | West of Zanzibar                             | Bit role               | Sem Créditos                                    |
| 1929 | The Flying Fleet                             | Anita Hastings         |                                                 |
| 1929 | The Broadway Melody                          | Queenie Mahoney        | Título alternativo: The Broadway Melody of 1929 |
| 1929 | Our Modern Maidens                           | Kentucky Strafford     |                                                 |
| 1929 | Speedway                                     | Patricia               |                                                 |
| 1929 | Navy Blues                                   | Alice "Allie" Brown    |                                                 |
| 1930 | Great Day                                    |                        | Incompleto                                      |
| 1930 | Free and Easy                                | Elvira Plunkett        | Título alternativo: Easy Go                     |
| 1930 | Caught Short                                 | Genevieve Jones        |                                                 |
| 1930 | Our Blushing Brides                          | Connie Blair           |                                                 |
| 1930 | The Little Accident                          | Isabel                 |                                                 |
| 1930 | War Nurse                                    | Joy Meadows            |                                                 |
| 1931 | The Voice of Hollywood No. 7 (Second Series) |                        |                                                 |
| 1931 | Reducing                                     | Vivian Truffle         |                                                 |
| 1931 | The Easiest Way                              | Peg Murdock Feliki     |                                                 |
| 1931 | Gentleman's Fate                             | Ruth Corrigan          |                                                 |
| 1931 | Sidewalks of New York                        | Margie Kelly           |                                                 |
| 1931 | Under Eighteen                               | Sophie                 |                                                 |
| 1932 | Are You Listening?                           | Sally O'Neil           |                                                 |
| 1932 | Night Court                                  | Mary Thomas            | Título Alternativo: Justice for Sale            |
| 1932 | Skyscraper Souls                             | Jenny LeGrande         |                                                 |
| 1932 | Prosperity                                   | Helen Praskins Warren  |                                                 |
| 1933 | Jungle Bride                                 | Doris Evans            |                                                 |
| 1933 | Soldiers of the Storm                        | Natalie                |                                                 |
| 1933 | The Big Cage                                 | Lilian Langley         |                                                 |
| 1933 | I Have Lived                                 | Jean St. Clair         | Título alternativo: After Midnight              |
| 1936 | Hitch Hike to Heaven                         | Claudia Revelle        | Título alternativo: Footlights and Shadows      |
| 1961 | The Runaway                                  | Nun                    |                                                 |
| 1996 | Sunset After Dark                            |                        |                                                 |
| 2000 | Witchcraft XI: Sisters in Blood              | Sister Seraphina       |                                                 |
| 2002 | The Crawling Brain                           | Grandma Anita Kroger   |                                                 |
| 2004 | Bob's Night Out                              | Socialite              |                                                 |
| 2009 | Frankenstein Rising                          | Elizabeth Frankenstein | Lançado postumamente                            |
| 2016 | Doctor Stein                                 | Elizabeth Stein        | Lançado postumamente                            |